# Till – Kampf um die Wahrheit
Till – Kampf um die Wahrheit (Originaltitel: Till) ist ein US-amerikanischer Spielfilm von Chinonye Chukwu aus dem Jahr 2022. Die historische Filmbiografie basiert auf dem Leben von Mamie Till-Mobley (1921–2003), deren 14-jähriger Sohn Emmett 1955 in den US-Südstaaten einem rassistisch motivierten Lynchmord zum Opfer fiel. Die Hauptrolle übernahm Danielle Deadwyler.
Der Film wurde Anfang Oktober 2022 regulär in den US-amerikanischen Kinos veröffentlicht. Die Premiere fand am 1. Oktober 2022 auf dem New York Film Festival statt. In Deutschland soll der Film ab 16. März 2023 zu sehen sein.

## Handlung
Der Film behandelt die Ermordung Emmett Tills aus Sicht seiner Mutter Mamie. Der zeitliche Rahmen umfasst die Abreise des afroamerikanischen Jugendlichen aus Chicago zum schicksalhaften Verwandtenbesuch nach Mississippi im August 1955 bis zu den Freisprüchen der mutmaßlichen weißen Täter durch eine ausschließlich aus weißen Männern zusammengesetzten Geschworenenjury einen Monat später. In dieser Zeit wendet sich Mamie dem Aktivismus zu und strebt nach Gerechtigkeit. Für die Trauerfeier in Chicago beharrt sie darauf, den verstümmelten Leichnam ihres Sohnes in einem offenen Sarg zu zeigen. Auch willigt sie ein, die Beerdigungsbilder im afroamerikanischen Magazin Jet zu veröffentlichen, um sicherzustellen, dass die Menschen die wahren Schrecken des Lynchmordes an ihrem Sohn erkennen (Originalzitat: „let the people see what they did to my boy“). Die Ereignisse tragen zur Gründung der afroamerikanischen Bürgerrechtsbewegung bei.

## Entstehungsgeschichte

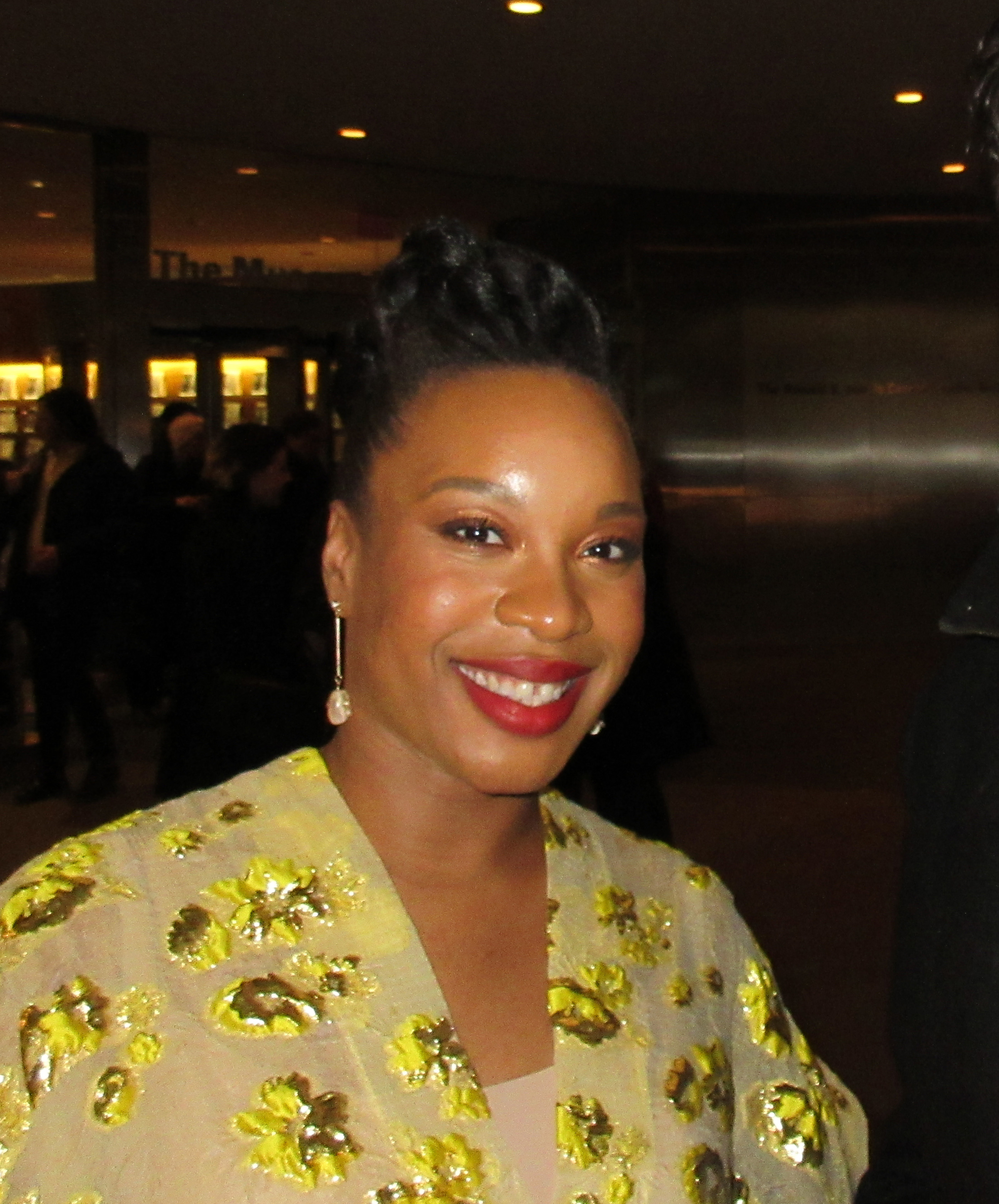
Filmemacherin Chinonye Chukwu (2019)

Das Filmprojekt mit Chinonye Chukwu als Regisseurin wurde Ende August 2020 bekannt. Das Drehbuch zu Till ging aus den Nachforschungen von Keith Beauchamp hervor. Der US-amerikanische Dokumentarfilmer untersuchte ab 1996 mehr als 27 Jahre lang die Umstände der Entführung, Folter und Ermordung des Chicagoer Jugendlichen Emmett Till, nachdem dieser im Sommer 1955 bei einem Verwandtenbesuch in Mississippi einer weißen Frau in einem Laden hinterhergepfiffen haben soll. Beauchamp unterhielt Kontakt zu Mamie Till-Mobley und Emmett Tills Cousin Simeon Wright, der Augenzeuge der damaligen Ereignisse war. Bis zu seinem Tod im Jahr 2017 fungierte Wright auch als Berater an dem Filmprojekt.

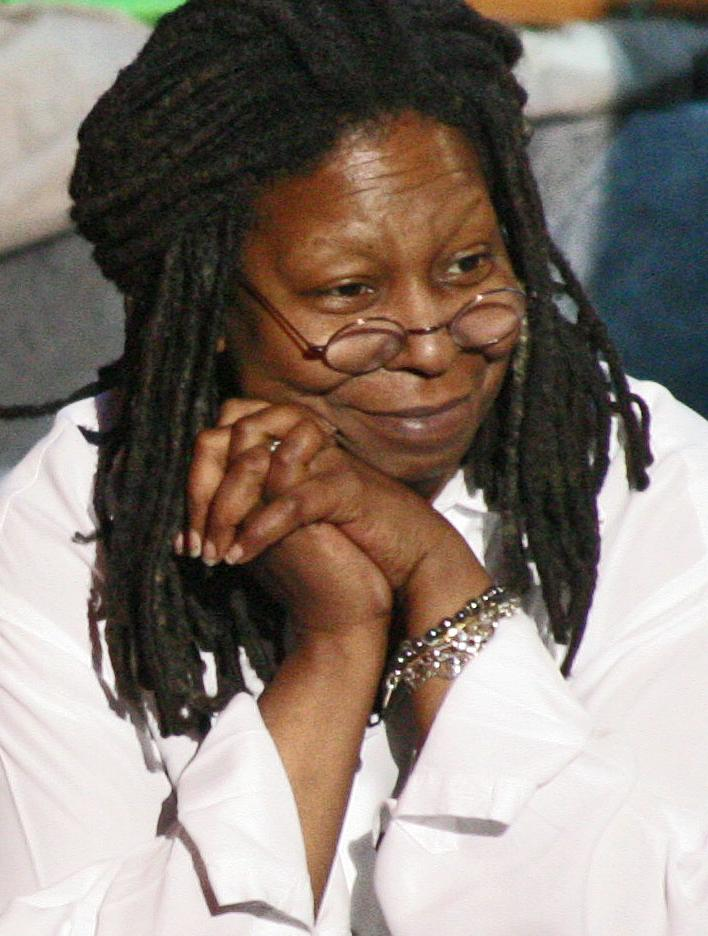
Schauspielerin und Produzentin Whoopi Goldberg

Durch Beauchamps Recherchen wurde der Fall Emmett Till vom Justizministerium neu aufgerollt, Beauchamp legte im Jahr 2005 den preisgekrönten Dokumentarfilm The Untold Story of Emmett Louis Till vor. Das Werk sollte gemeinsam mit Wrights Buch Simeon’s Story: An Eyewitness Account of the Kidnapping of Emmett Till (2010) ursprünglich Basis für das Skript zu Till sein. Das finale Drehbuch verfasste Chukwu auf Grundlage eines vorhergehenden Entwurfs von Beauchamp und Michael J. P. Reilly. Der Film wurde von Beauchamp, Reilly, Barbara Broccoli, Whoopi Goldberg und Thomas K. Levine für MGMs Orion Pictures produziert. Goldberg hatte sich bereits 2008 in Chicago mit Ifa Bayezas The Ballad of Emmett Till für die Produktion eines Theaterstück zum Thema verantwortlich gezeigt.
Im Juli 2021 wurde die Besetzung von Danielle Deadwyler als Mamie Till-Mobley bekannt. Produzentin Whoopi Goldberg übernahm gleichzeitig die Rolle von Alma Carthan, der Großmutter Emmett Tills. Anfang August wurde der 14-jährige Schauspieler Jalyn Hall für die Rolle von Emmett Till ausgewählt. Die Verpflichtung des übrigen Schauspielensembles wurde bis November 2021 bekannt.
Die Dreharbeiten waren von November 2021 bis April 2022 im US-Bundesstaat Georgia angesetzt.

## Veröffentlichung und Rezeption
Der Film wurde am 7. Oktober 2022 von United Artists Releasing in den US-amerikanischen Kinos veröffentlicht. Die Uraufführung fand kurz zuvor am 1. Oktober auf dem 60. New York Film Festival statt. Dort wurde Till in die Sektion Spotlight aufgenommen. Ein Trailer wurde Ende Juli 2022 veröffentlicht. Ein deutscher Kinostart ist ab 16. März 2023 vorgesehen.

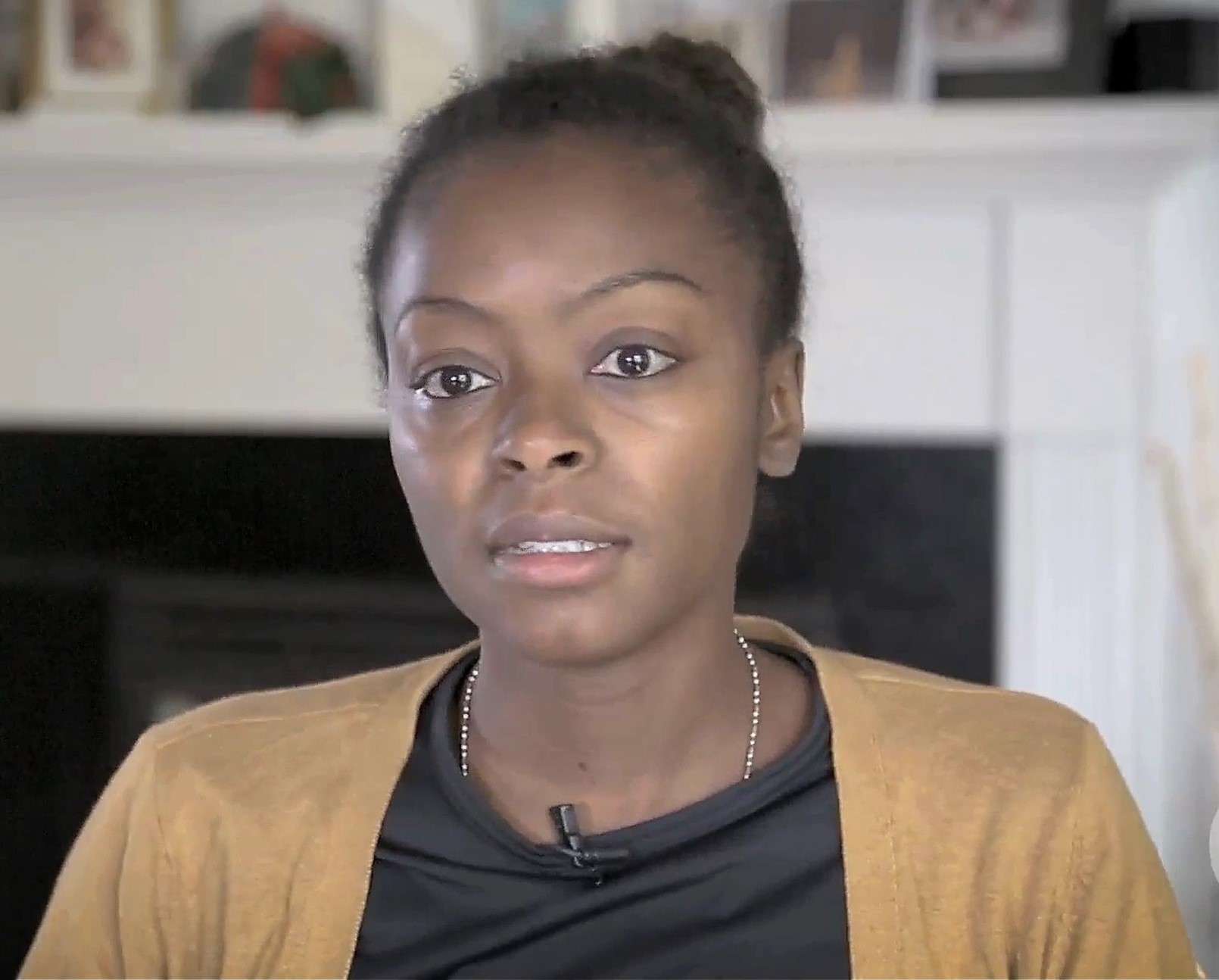
Danielle Deadwyler übernahm die Hauptrolle von Emmett Tills Mutter Mamie

Noch vor seiner Premiere wurde Till von amerikanischen Branchendiensten zum möglichen Favoritenkreis für die Oscarverleihung 2023 gezählt. Auf der Website Rotten Tomatoes hält der Film derzeit eine Bewertung von 98 Prozent, basierend auf über 130 englischsprachigen Kritiken und einer Durchschnittswertung von 8,1 von 10 möglichen Punkten. Das Fazit der Seite lautet: „Till rekonstruiert einen historisch schrecklichen Mord in der Trauer einer Mutter, der durch Danielle Deadwylers enorme Leistung herzzerreißend zum Leben erweckt wird“. Auf der Website Metacritic erhielt Till eine Bewertung von 79 Prozent, basierend auf mehr als 40 ausgewerteten englischsprachigen Kritiken. Dies entspricht allgemein positive Bewertungen („Generally favorable reviews“). Wiederholt gepriesen wurde Danielle Deadwylers Leistung als Mamie Till-Mobley.
Von der Deutschen Film- und Medienbewertung (FBW) erhielt Till das Prädikat „besonders wertvoll“. Der Film leiste „in der Tradition von Meisterwerken wie Mississppi Burning oder Selma […] einen unverzichtbaren Beitrag zur aktuellen Rassismus-Debatte“.

## Auszeichnungen
Till wurde in der Filmpreissaison 2022/23 bisher für mehr als 90 internationale Film- bzw. Festivalpreise nominiert, von denen das Werk 15 Auszeichnungen gewinnen konnte. Überwiegend in den Fokus rückte dabei die Leistung von Hauptdarstellerin Danielle Deadwyler. Ebenso vereinzelt berücksichtigt wurden Nachwuchsdarsteller Jalyn Hall und der Filmsong „Stand Up“. Das Lied gelangte auch auf die Shortlist (Vorauswahl von 15 Filmen) der Oscarverleihung 2023 in der Kategorie bester Song.
| Filmpreis (Auswahl)                                     | Kategorie                             | Resultat  | Preisträger/ Nominierte                                                           |
| ------------------------------------------------------- | ------------------------------------- | --------- | --------------------------------------------------------------------------------- |
| AAFCA Awards 2023                                       | Beste Hauptdarstellerin               | Gewonnen  | Danielle Deadwyler                                                                |
| AAFCA Awards 2023                                       | Impact Award                          | Gewonnen  | k. A.                                                                             |
| Artios Awards 2023                                      | Bestes Casting – Big-Budget-Filmdrama | Nominiert | Stefni Colle                                                                      |
| Black Film Critics Circle Awards 2022                   | Beste Hauptdarstellerin               | Gewonnen  | Danielle Deadwyler                                                                |
| Black Reel Awards 2023                                  | Bestes Drehbuch                       | Gewonnen  | Keith Beauchamp, Michael Reilly, Chinonye Chukwu                                  |
| Black Reel Awards 2023                                  | Beste Hauptdarstellerin               | Gewonnen  | Danielle Deadwyler                                                                |
| Black Reel Awards 2023                                  | Bester Film                           | Nominiert | Keith Beauchamp, Barbara Broccoli, Whoopi Goldberg, Michael Reilly, Thomas Levine |
| Black Reel Awards 2023                                  | Beste Regie                           | Nominiert | Chinonye Chukwu                                                                   |
| Black Reel Awards 2023                                  | Bester Nachwuchsdarsteller            | Nominiert | Jalyn Hall                                                                        |
| Black Reel Awards 2023                                  | Bestes Casting                        | Nominiert | Kim Coleman                                                                       |
| Black Reel Awards 2023                                  | Beste Kamera                          | Nominiert | Bobby Bukowski                                                                    |
| Black Reel Awards 2023                                  | Beste Kostüme                         | Nominiert | Marci Rodgers                                                                     |
| Black Reel Awards 2023                                  | Bestes Szenenbild                     | Nominiert | Curt Beech                                                                        |
| Black Reel Awards 2023                                  | Bester Soundtrack                     | Nominiert | k. A.                                                                             |
| Black Reel Awards 2023                                  | Bester Song                           | Nominiert | Jazmine Sullivan, D’Mile                                                          |
| British Academy Film Awards 2023                        | Beste Hauptdarstellerin               | Nominiert | Danielle Deadwyler                                                                |
| Chicago Film Critics Association Awards 2022            | Beste Nachwuchsdarstellerin           | Nominiert | Danielle Deadwyler                                                                |
| Critics’ Choice Movie Awards 2023                       | Beste Hauptdarstellerin               | Nominiert | Danielle Deadwyler                                                                |
| Critics’ Choice Movie Awards 2023                       | Bester Jungdarsteller                 | Nominiert | Jalyn Hall                                                                        |
| Dallas-Fort Worth Film Critics Association Awards 2022  | Beste Hauptdarstellerin               | Nominiert | Danielle Deadwyler                                                                |
| Florida Film Critics Circle Awards 2022                 | Beste Hauptdarstellerin               | Nominiert | Danielle Deadwyler                                                                |
| Gotham Awards 2022                                      | Beste Hauptrolle                      | Nominiert | Danielle Deadwyler                                                                |
| Hollywood Critics Association Awards 2023               | Beste Hauptdarstellerin               | Nominiert | Danielle Deadwyler                                                                |
| Hollywood Music In Media Awards 2022                    | Beste Filmmusik – Spielfilm           | Nominiert | Abel Korzeniowski                                                                 |
| Hollywood Music In Media Awards 2022                    | Bester Filmsong                       | Nominiert | Jazmine Sullivan, D’Mile                                                          |
| Los Angeles Film Critics Association Awards 2022        | Beste Hauptdarstellerin               | Nominiert | Danielle Deadwyler                                                                |
| Make-Up Artists and Hair Stylists Guild Awards 2023     | Bestes historisches Make-up           | Nominiert | Denise Tunnell, Janice Tunnell, Ashley Langston                                   |
| NAACP Image Awards 2023                                 | Bester Nachwuchsdarsteller            | Gewonnen  | Jalyn Hall                                                                        |
| NAACP Image Awards 2023                                 | Bester Film                           | Nominiert | k. A.                                                                             |
| NAACP Image Awards 2023                                 | Beste Regie                           | Nominiert | Chinonye Chukwu                                                                   |
| NAACP Image Awards 2023                                 | Beste Hauptdarstellerin               | Nominiert | Danielle Deadwyler                                                                |
| NAACP Image Awards 2023                                 | Bester Nebendarsteller                | Nominiert | Jalyn Hall                                                                        |
| NAACP Image Awards 2023                                 | Bestes Schauspielensemble             | Nominiert | k. A.                                                                             |
| NAACP Image Awards 2023                                 | Beste Frisuren                        | Nominiert | Louisa V. Anthony, Deaundra Metzger, Maurice Beaman                               |
| National Board of Review Awards 2022                    | Top-Ten-Filme                         | Gewonnen  | k. A.                                                                             |
| National Board of Review Awards 2022                    | Beste Nachwuchsdarstellerin           | Gewonnen  | Danielle Deadwyler                                                                |
| Online Film Critics Society Awards 2023                 | Beste Hauptdarstellerin               | Nominiert | Danielle Deadwyler                                                                |
| Philadelphia Film Festival 2022                         | Publikumspreis                        | Gewonnen  | Chinonye Chukwu                                                                   |
| Santa Barbara International Film Festival 2023          | Virtuoso Award                        | Gewonnen  | Danielle Deadwyler                                                                |
| Satellite Awards 2022                                   | Bester Film – Drama                   | Nominiert | k. A.                                                                             |
| Satellite Awards 2022                                   | Beste Hauptdarstellerin – Drama       | Nominiert | Danielle Deadwyler                                                                |
| Screen Actors Guild Awards 2023                         | Beste Hauptdarstellerin               | Nominiert | Danielle Deadwyler                                                                |
| Washington DC Area Film Critics Association Awards 2022 | Beste Hauptdarstellerin               | Nominiert | Danielle Deadwyler                                                                |
| Washington DC Area Film Critics Association Awards 2022 | Bester Nachwuchsdarsteller            | Nominiert | Jalyn Hall                                                                        |
| Women Film Critics Circle Awards 2022                   | Courage in Acting Award               | Gewonnen  | Danielle Deadwyler                                                                |
| Women Film Critics Circle Awards 2022                   | Josephine Baker Award                 | Gewonnen  | k. A.                                                                             |